# Färöischer Fußballpokal der Frauen 1993
Der Färöische Fußballpokal der Frauen 1993 fand zwischen dem 18. April und 6. August 1993 statt und wurde zum vierten Mal ausgespielt. Im Endspiel, welches im Gundadalur-Stadion in Tórshavn auf Kunstrasen ausgetragen wurde, siegte B36 Tórshavn mit 2:1 gegen ÍF Fuglafjørður.
B36 Tórshavn belegte in der Meisterschaft den fünften Platz. Mit ÍF Fuglafjørður spielte zum ersten Mal ein Zweitligist im Finale. Titelverteidiger Skála ÍF schied hingegen in der 1. Runde aus.
Für B36 Tórshavn war es der zweite Sieg bei der zweiten Finalteilnahme, für ÍF Fuglafjørður die erste Finalteilnahme überhaupt.

## Teilnehmer
Teilnahmeberechtigt waren folgende 13 A-Mannschaften der ersten und zweiten Liga:
| 1. Deild                                                                        | 2. Deild                                                       |
| B36 Tórshavn EB Eiði GÍ Gøta HB Tórshavn KÍ Klaksvík SÍ Sumba Skála ÍF VB Vágur | B68 Toftir ÍF Fuglafjørður MB Miðvágur NSÍ Runavík Royn Hvalba |

## Modus
Drei ausgeloste Mannschaften waren für das Viertelfinale gesetzt. Die verbliebenen Teams spielten in einer Runde die restlichen fünf Teilnehmer aus. Die Halbfinalspiele fanden ab diesem Jahr mit Hin- und Rückspiel statt. Alle Runden wurden im K.-o.-System ausgetragen.

## 1. Runde
Die Partien der 1. Runde fanden am 18. April statt.
|                 | Ergebnis  |             |
| --------------- | --------- | ----------- |
| B36 Tórshavn    | 1 w/o 1   | Royn Hvalba |
| B68 Toftir      | 0:7 (0:3) | NSÍ Runavík |
| ÍF Fuglafjørður | 2 w/o 2   | MB Miðvágur |
| SÍ Sumba        | 0:1 (0:1) | HB Tórshavn |
| Skála ÍF        | 0:1 (0:0) | VB Vágur    |

## Viertelfinale
Die Viertelfinalpartien fanden am 25. April und 24. Mai statt.
|             | Ergebnis  |                 |
| ----------- | --------- | --------------- |
| EB Eiði     | 0:1 (0:1) | NSÍ Runavík     |
| GÍ Gøta     | 0:7 (0:3) | ÍF Fuglafjørður |
| KÍ Klaksvík | 2:4 (1:2) | B36 Tórshavn    |
| HB Tórshavn | 0:1 n. V. | VB Vágur        |

## Halbfinale
Die Hinspiele im Halbfinale fanden am 2. Mai statt, die Rückspiele am 3. und 4. Juli.
|              | Gesamt |                 | Hinspiel  | Rückspiel     |
| ------------ | ------ | --------------- | --------- | ------------- |
| B36 Tórshavn | 12:20  | NSÍ Runavík     | 4:2 (3:0) | 1 8:0 (1:0) 1 |
| VB Vágur     | 0:2    | ÍF Fuglafjørður | 0:2 (0:0) | 0:0           |

## Finale
Das Spiel sollte ursprünglich am 8. August ausgetragen werden, wurde jedoch auf den 6. August vorgezogen.
| Paarung         | B36 Tórshavn – ÍF Fuglafjørður |
| Ergebnis        | 2:1 (2:0) |
| Datum           | 6. August 1993 |
| Stadion         | Gundadalur, Tórshavn |
| Schiedsrichter  | Nemus Napoleon Djurhuus (Tórshavn) |
| Tore            | 1:0 Judith E. Joensen (4.) 2:0 Eyðdis Reinert (17.) 2:1 Durita Eliasen (46.) |
| B36 Tórshavn    | Rannvá M. Hansen – Eyðdis Reinert, Hildur Udbø Nielsen, Jóhanna á Bergi, Súna Mørk, Marian á Borg, Durita Rouch (56. Monja Hammer), Eva Vang, Judith E. Joensen, Anja Rein , Maibritt Joensen |
| ÍF Fuglafjørður | Tordis Christiansen – Malena Hansen, Anja R. Petersen, Linda Zachariassen, Kristianna A. Petersen, Eileen Berjastein, Linda Toftegaard, Ann Hansen, Durita Eliasen, Hanna Antoniussen         |
| Gelbe Karten    | keine – Kristianna A. Petersen |

## Torschützenliste
Bei gleicher Anzahl von Treffern sind die Spielerinnen nach dem Nachnamen alphabetisch geordnet.
| Platz | Spieler                  | Verein          | Tore |
| ----- | ------------------------ | --------------- | ---- |
| 1     | Jóhanna á Bergi          | B36 Tórshavn    | 05   |
| 1     | Judith E. Joensen        | B36 Tórshavn    | 05   |
| 3     | Kristina Eyðbjørnsdóttir | ÍF Fuglafjørður | 03   |
| 3     | Eyðdis Reinert           | B36 Tórshavn    | 03   |
| 3     | Linda Zachariassen       | ÍF Fuglafjørður | 03   |
| 6     | Dagmar Jacobsen          | NSÍ Runavík     | 02   |
| 6     | Malan Klakkstein         | KÍ Klaksvík     | 02   |
| 6     | Karis á Lakjuni          | NSÍ Runavík     | 02   |
| 6     | Sonja R. Steinhólm       | NSÍ Runavík     | 02   |
| 6     | Linda Toftegaard         | ÍF Fuglafjørður | 02   |